# Bhavania arunachalensis
Bhavania arunachalensis är en fiskart som beskrevs av Nath, Dam, Bhutia, Dey och Das 2007. Bhavania arunachalensis ingår i släktet Bhavania och familjen grönlingsfiskar. Inga underarter finns listade.